# Psakoúdia
Psakoúdia (Psakoudia) är en ort i Grekland.   Den ligger i prefekturen Chalkidike och regionen Mellersta Makedonien, i den nordöstra delen av landet, 250 km norr om huvudstaden Aten. Psakoúdia ligger 2 meter över havet och antalet invånare är 299.
Terrängen runt Psakoúdia är kuperad åt nordost, men söderut är den platt. Havet är nära Psakoúdia åt sydväst.  Närmaste större samhälle är Polýgyros, 15,3 km norr om Psakoúdia. == Kommentarer ==
1. ↑  Framräknat ur variansen i alla höjduppgifter (DEM 3") från Viewfinder Panoramas, inom 10 km radie.[2] Mer om algoritmen finns här: Användare:Lsjbot/Algoritmer.